# Афричка ритска сова
Афричка ритска сова (лат. Asio capensis) врста је сове из рода Asio који припада фамилији правих сова. Ова птица, како јој и само име каже, живи искључиво на подручју Африке и на Мадагаскару.

## Опис
Афричка ритска сова је величине 35–37 cm, а распон крила јој је између 82 и 99 cm. По свом изгледу врло је слична ритској сови. Има жуте очи са црном зеницом и кратка ушна перја која често нису видљива. Од свог рођака се разликује својим тамнобраон перјем и горњим делом тела који је готово без пруга. Има дугачка крила којима клизи кроз ваздух током лова. Често се спушта на земљу или на ниске стубове.
Ова птица се гнезди на земљи у мочварним подручјима, а полаже 2-4 јаја. Лови на отвореним подручјима, често и по дану. Храни се углавном инсектима, али често лови и мале сисаре попут глодара, а и птице.

## Распрострањеност
Афричка ритска сова насељава само афрички континент. Један изоловани део популације настањује Мароко, док су остали припадници врсте становници подсахарске Африке. Афричке ритске сове има у Сенегалу, Гамбији, Етиопији, а на југу се протеже до провинције Кејп у Јужноафричкој Републици. То су углавном птице станарице, међутим има и оних популација које повремено мигрирају, па су ове птице примећене на југу Иберијског полуострва и на Канарским острвима. Разлог за миграције углавном представља недостатак хране и неповољни услови за живот у одређеном добу године.

## Галерија
- Asio capensis tingitanus